# Pozlata
Pozlata (cyr. Позлата) – wieś w Serbii, w okręgu rasińskim, w mieście Kruševac. W 2011 roku liczyła 119 mieszkańców.